# Air Fiji

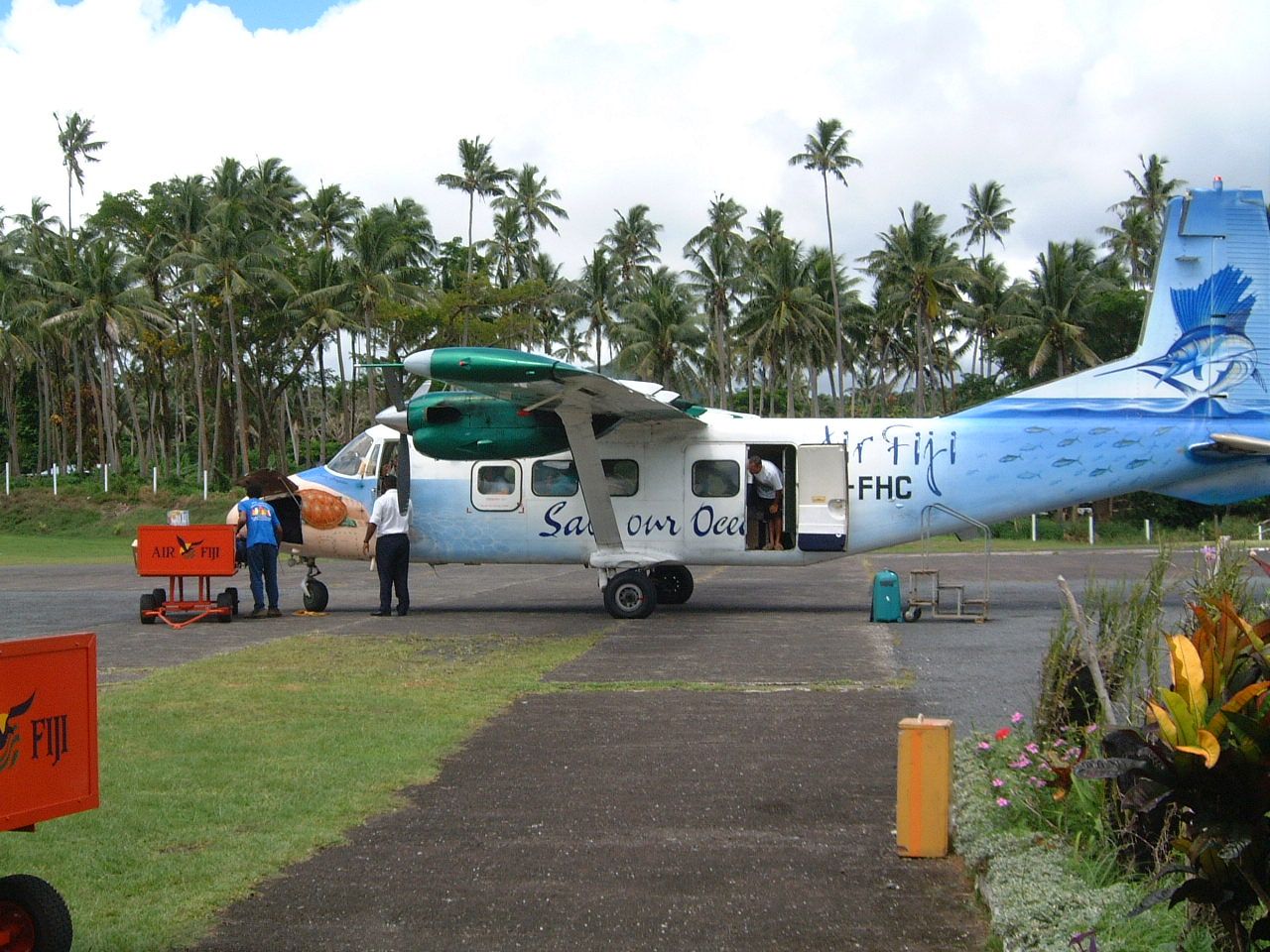
Harbin Y-12 авіакомпанії Air Fiji в Аеропорту острова Тавеуні, Фіджі, 2004 рік

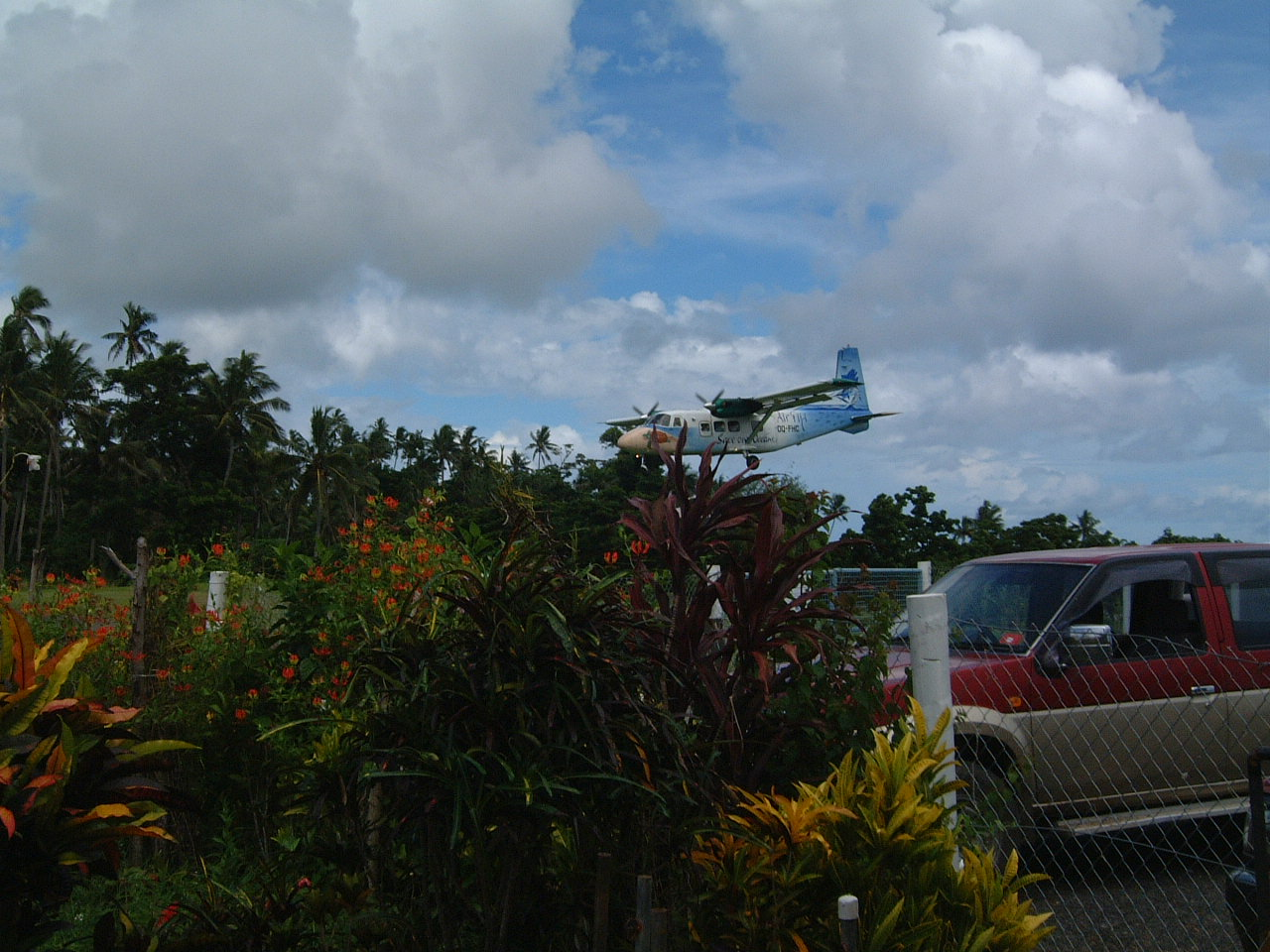
Захід на посадку Harbin Y-12 Air Fiji в Аеропорту острова Тавеуні, Фіджі, 2004 рік

Air Fiji — колишня авіакомпанія місцевого значення зі штаб-квартирою в місті Наусорі, Фіджі, яка працювала на ринку авіаційних перевезень між аеропортами островів Фіджі.
Головними транзитними вузлами (хабами) компанії були Міжнародний аеропорт Наді і Міжнародний аеропорт Наусорі. Колишня штаб-квартира перевізника до переїзду в Наусорі розміщувалася в місті Сува.

## Історія
Авіакомпанія Air Pacific була утворена в 1967 році і почала операційну діяльність 10 липня того ж року. 29 березня 1971 року компанія змінила свою офіційну назву на Fiji Air, а в лютому 1995 року поміняла його ще раз на Air Fiji.
55 відсотків власності компанії у вигляді акцій знаходилося в інвестиційному фонді «Aviation Investments», 11 % — в уряду Фіджі і решта 34 % — у приватних інвесторів і підприємців.
Станом на березень 2007 році штат авіакомпанії становили 229 співробітників.
У 2008 році авіакомпанія Air Fiji на два тижні припиняла виконання рейсів, а 1 травня 2009 року повністю припинила свою операційну діяльність.

## Маршрутна мережа
Станом на червень 2008 року авіакомпанія Air Fiji виконувала регулярні пасажирські перевезення в наступні аеропорти:
- Фіджі
  - Тітія — Аеропорт Тітія
  - Мдау — Аеропорт Мдау
  - Кандаву — Аеропорт Кандаву
  - Коро — Аеропорт Коро
  - Ламбаса — Аеропорт Ламбаса
  - Лакемба — Аеропорт Лакемба
  - Левука — Аеропорт Левука
  - Малоло-Лаілаі — Аеропорт Малоло-Лаілаі (чартери)
  - Мана — Аеропорт острова Мана (чартери)
  - Моала — Аеропорт Моала
  - Нанді — Міжнародний аеропорт Нанді хаб
  - Наусорі — Міжнародний аеропорт Наусорі хаб
  - Ротума — Аеропорт острова Ратума
  - Савусаву — Аеропорт Савусаву
  - Тавеуні — Аеропорт острова Тавеуні
  - Вануа-Мбалаву — Аеропорт Вануа-Мбалаву

## Флот
Станом на грудень 2008 року повітряний флот авіакомпанії Air Fiji становили такі літаки::